# Parafia Podwyższenia Krzyża Świętego w Gralewie
Parafia Podwyższenia Krzyża Świętego w Gralewie – parafia rzymskokatolicka, terytorialnie i administracyjnie należąca do diecezji zielonogórsko-gorzowskiej, do dekanatu Gorzów Wielkopolski – Chrystusa Króla. W parafii posługują księża diecezjalni.